# 弗拉
弗拉（法語：Flat，法語發音：[fla]）是法国多姆山省的一个市镇，属于伊苏瓦尔区。2016年1月1日，弗拉与市镇欧亚圣普里瓦合并为新市镇欧亚-弗拉，弗拉为新市镇行政中心。

## 地理
弗拉（45°34'15"N, 3°18'10"E）面积4.22 平方千米，位于法国奥弗涅-罗讷-阿尔卑斯大区多姆山省，该省份为法国中南部省份，北起阿列省接壤，东临卢瓦尔省，南至上盧瓦爾省和康塔爾省，西接科雷兹省和克勒兹省。
与弗拉接壤的市镇（或旧市镇、城区）包括：欧亚圣普里瓦。
弗拉的时区为UTC+01:00、UTC+02:00（夏令时）。

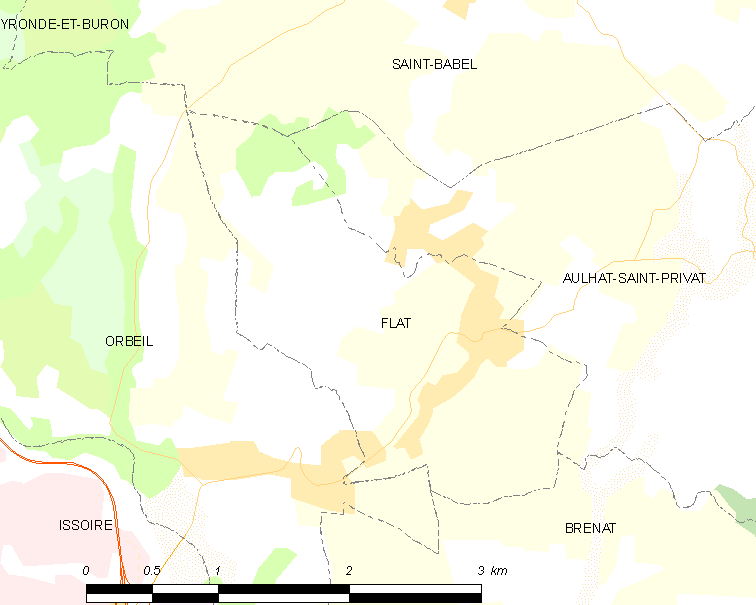
弗拉的OSM定位图

## 行政
弗拉的邮政编码为63500，INSEE市镇编码为63160。

## 政治
弗拉所属的省级选区为伊苏瓦尔县。

## 人口

1962-2008年间弗拉人口变化图示

弗拉于2018年1月1日时的人口数量为438人。